# Skoklosters socken
Skoklosters socken i Uppland ingick i Håbo härad, ingår sedan 1971 i Håbo kommun och motsvarar från 2016 Skoklosters distrikt.
Socknens areal är 26,31 kvadratkilometer, allt land. År 2000 fanns här 1 742 invånare.  Tätorterna Slottsskogen och Söderskogen samt Skoklosters slott med sockenkyrkan Skoklosters kyrka ligger i socknen.  

## Administrativ historik
Skoklosters socken har medeltida ursprung, första gången dokumenterat i en skrift från mitten. Av 1200-talet (efter 1233, in parrochia Sko). Kyrkoruinen i Flasta, där en dopfunt från omkring 1130-1160, har troligen fungerat som sockenkyrka tidigare, men något äldre sockennamn finns inte dokumenterat. Socknen har även benämnts Skogs socken. Församlingen benämndes även Skog.
Vid kommunreformen 1862 övergick socknens ansvar för de kyrkliga frågorna till Skoklosters församling och för de borgerliga frågorna bildades Skoklosters landskommun. Landskommunen uppgick 1952 i Håbo landskommun som 1971 ombildades till Håbo kommun.
1 januari 2016 inrättades distriktet Skokloster, med samma omfattning som församlingen hade 1999/2000.
Socknen har tillhört län, fögderier, tingslag och domsagor enligt vad som beskrivs i artikeln Håbo härad. De indelta soldaterna tillhörde Upplands regemente, Sigtuna kompani.

## Geografi
Skolklosters socken omfattar norra delen av Skohalvön med Ekoln i norr, Skofjärden i öster och Gorran i väster. Socknen har skogsbygd som omväxlar med slättbygd.
Länsväg C 555 löper genom socknen.
I socknen återfinns naturreservatet Arnöhuvud. 

## Fornlämningar
Från bronsåldern finns sprida gravrösen. Från järnåldern finns 27 gravfält, över sju kilometer av stensträngar samt två fornborgar. Här finns tio runstenar, en med ryttarbilder av mästaren Fot.
Den äldsta sockenkyrkan låg vid Flasta. Den är kvar som ruin. Det var en romansk absidkyrka av sten med torn från 1100-talets senare hälft. Sko kloster anlades omkring 1230.

## Namnet
Namnet skrevs 1165 Sco, 1295 Skoboherethi samt 1346 Scoklostre. Det ursprungliga namnet innehåller efterleden härad, 'bygd' och förleden sko, här troligtvis i betydelsen 'något täckt, skyddat' eventuellt syftande på enklare bodar på platsen. Efterleden kloster syftar på ett nunnekloster grundat på platsen omkring 1230.